# Rians (Var)
Rians település Franciaországban, Var megyében. Lakosainak száma 4245 fő (2022. január 1.). Rians Jouques, Puyloubier, Saint-Paul-lès-Durance, Vauvenargues, Artigues, Ginasservis és Pourrières községekkel határos.

## Népesség
A település népessége az elmúlt években az alábbi módon változott:
| Lakosok száma | 4313 | 4254 | 4328 | 4232 | 4255 | 4278 | 4301 | 4272 | 4245 |
|               | 2013 | 2015 | 2016 | 2017 | 2018 | 2019 | 2020 | 2021 | 2022 |